# Thomas Attwood
Thomas Attwood (Halesowen, Shropshire, 6 d'octubre de 1783 - Malvern, Worcestershire, 6 de març de 1856) fou un organista i compositor anglès.
Protegit pel príncep de Gal·les, completà els estudis musicals a Nàpols; Rebé a Viena lliçons de Mozart i assolí la plaça d'organista de Sant Pau de Londres, i després la de compositor de la capella reial, on va tenir entre altres alumnes per a orgue en John Goss. Escriví 18 òperes, avui oblidades completament, entre les que hi figuren: El castell de Caernarvon, El pobre mariner, Els pobres amics, El presoner o Els cavallers de la Creu Roja. Compongué també música religiosa, per a piano, romanços i els motets The King shall Rejoice, obra de molt mèrit escrita per la coronació de Jordi IV, i d'altres dos que escriví per les coronacions de Guillem IV i de la Reina Victòria del Regne Unit, respectivament. Atwood es va mantenir sempre fidel a les tradicions de Mozart i Haydn i fou el vertader propagandista de la música de Mendelssohn a Anglaterra.